# Alchemilla scalaris
Alchemilla scalaris är en rosväxtart som beskrevs av Sergei Vasilievich Juzepczuk. Alchemilla scalaris ingår i släktet daggkåpor, och familjen rosväxter. Inga underarter finns listade i Catalogue of Life.